# Bärnäs, Björneborg

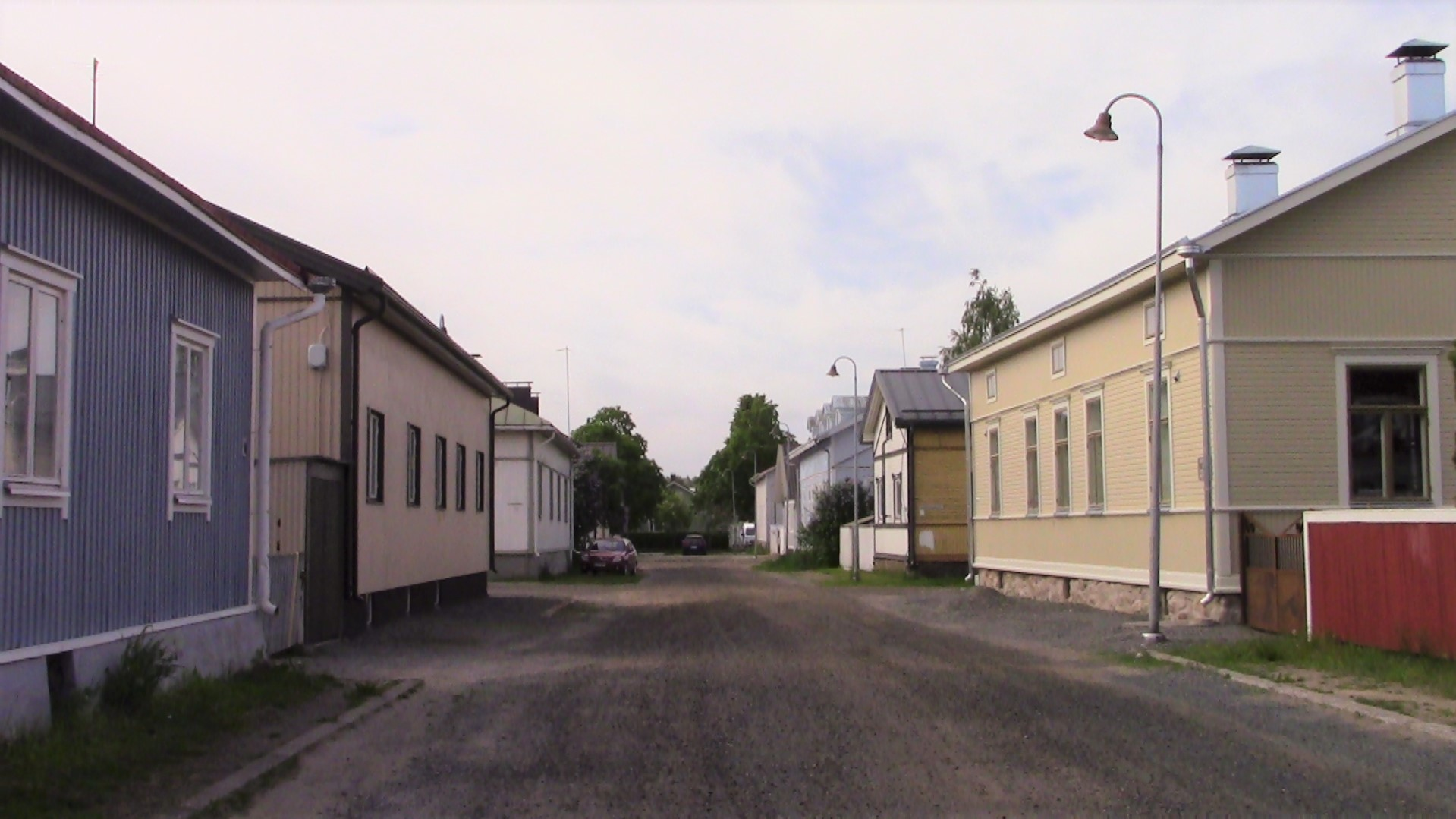
Hakkinengatan i Bärnäs.

Bärnäs (finska Päärnäinen) är en stadsdel i staden Björneborg. Den är den sjätte stadsdelen i staden. Stadsdelens finska namn är ett ungt återupptagande av det gamla bynamnet, Bärnäs.